# Dan nguyet

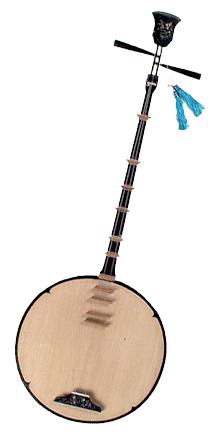
Đàn nguyệt

Đàn nguyệt (檀月), också kallad nguyệt cầm eller đàn kìm, månformad gitarr, är ett vietnamesiskt stränginstrument. Klanglådan är mer eller mindre rund (som fullmånen; därav namnet), halsen lång och försedd med greppband. Instrumentet har numera två strängar av nylon (förr i tiden tvinnat silke) men hade förr i tiden fyra, och antalet stämskruvar är ibland fortfarande fyra fast bara två används. De är oftast stämda i kvint, ibland i kvart. Musikern slår an strängarna med höger hand. Vänsterhanden avgör tonen genom att korta av strängen vid ett band. Spänningen i strängen ökar då, och genom att variera vänsterhandens tryckstyrka skapas glissando och liknande effekter. Musikern håller instrumentet vågrätt som en europeisk gitarr.
Mångitarren används i de flesta genrer, både inom konst- och folkmusiken.
Instrumentets namn betyder ungefär mångitarr, då nguyệt betyder måne och đàn är ett prefix för stränginstrument. Det liknar det kinesiska instrumentet yuèqín (月琴 som också betyder mångitarr), men är inte identiskt med detta; det kinesiska instrumentet har större klanglåda och kortare hals.

### Video
- Đàn nguyệt video
- Wikimedia Commons har media som rör Dan nguyet.